# クリスティアン・ノボア
クリスティアン・フェルナンド・ノボア・テージョ（Christian Fernando Noboa Tello, 1985年4月9日 - ）は、エクアドル・グアヤキル出身のサッカー選手。エクアドル代表。PFCソチ所属。ポジションはMF。

## クラブ経歴

### キャリア初期
1985年、エクアドルの最大の都市グアヤキルで生まれ、2004年に地元の強豪クラブのCSエメレクでプロデビューをした。エメレクでは3シーズン過ごし、89試合・8得点という結果を残した。

### ルビン・カザン

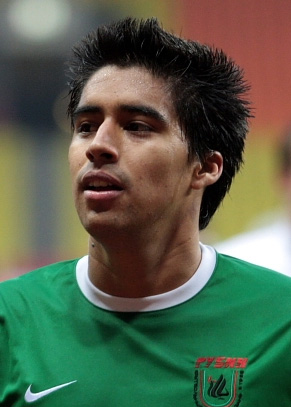
ルビンでのノボア

2007年1月、ロシアのFCルビン・カザンへ移籍。ロシア・プレミアリーグ初のエクアドル人選手となった。2008シーズンはクラブ史上初となるリーグ戦優勝に貢献。2009シーズンはリーグ2連覇を果たすなど活躍をした。2010年シーズン前半は第4主将だったが、主将であったセルゲイ・セマクがFCゼニト・サンクトペテルブルクへ移籍したため、副将に昇格（新主将はロマン・シャロノフ）。しかし、主将のシャロノフが怪我で長期離脱をしていたため、実質ゲームキャプテンはノボアが務めていた。2011年12月下旬、FCディナモ・モスクワへの移籍が取り立たされるようになり、本人は1月中旬頃に迅速な対応をしたルビンにツイッターでルビンに感謝を述べた。

### ディナモ・モスクワ
2012年1月26日、2011-12シーズンのリーグ戦で好調を維持していたFCディナモ・モスクワへ3年契約で移籍をした。

### PAOK
2015年1月7日、PAOKテッサロニキに加入した。

### ロストフ
2015年7月29日、ロストフへ移籍。半年でのロシア復帰となった。

### ゼニト
2017年6月4日、FCゼニト・サンクトペテルブルクへ移籍した。2018年2月18日、期限付き移籍でルビン・カザンに復帰した。

### ソチ
2019年8月5日、2年契約でPFCソチに移籍した。

## 代表経歴
2006年に2つの非公式試合の出場を経験。2009年3月29日、2010 FIFAワールドカップ・南米予選のブラジル戦に招集されA代表デビューをした。このデビュー戦では終了間際にゴールを挙げ、敗北濃厚だったチームを引き分けに導いた。コパ・アメリカ2011では23人の内の一人として代表に選出され3試合全てに出場した。

## 代表歴

### 出場大会
- エクアドル代表
  - 2014 FIFAワールドカップ

### 試合数
- 国際Aマッチ 83試合 4得点（2009年-2021年）[5]

| エクアドル代表 | 国際Aマッチ | 国際Aマッチ |
| 年             | 出場        | 得点        |
| -------------- | ----------- | ----------- |
| 2009           | 8           | 2           |
| 2010           | 4           | 0           |
| 2011           | 10          | 0           |
| 2012           | 4           | 0           |
| 2013           | 13          | 0           |
| 2014           | 10          | 1           |
| 2015           | 12          | 0           |
| 2016           | 13          | 1           |
| 2017           | 3           | 0           |
| 2018           | 0           | 0           |
| 2019           | 1           | 0           |
| 2020           | 1           | 0           |
| 2021           | 4           | 0           |
| 通算           | 83          | 4           |

### 得点
| # | 開催年月日    | 開催地                   | 対戦国     | スコア | 結果 | 試合概要                          |
| - | ------------- | ------------------------ | ---------- | ------ | ---- | --------------------------------- |
| 1 | 2009年3月29日 | キト                     | ブラジル   | 1–1    | 1–1  | 2010 FIFAワールドカップ・南米予選 |
| 2 | 2009年4月1日  | キト                     | パラグアイ | 1–0    | 1–1  | 2010 FIFAワールドカップ・南米予選 |
| 3 | 2014年9月6日  | フォートローダーデール   | ボリビア   | 0–1    | 0–4  | 親善試合                          |
| 4 | 2016年6月12日 | イーストルーサーフォード | ハイチ     | 3–0    | 4–0  | コパ・アメリカ・センテナリオ      |

## 人物
- 父と母、それに兄弟は故郷のグアヤキルに住んでいる。
- 既婚者で妻オリガはロシア人である。また息子もロシアで生まれロシアの国籍を持っている[6]。
- ディナモ・モスクワ所属時代には、ロシア国籍を取得すれば外国人の枠に捉えられなくなりチームに貢献出来るため熟考していると語っていた[6]。

## 獲得タイトル
- FCルビン・カザン
  - ロシアサッカー・プレミアリーグ：2 (2008, 2009)
  - CISカップ：1 (2010)
  - ロシア・スーパーカップ：1 (2010)

- FCゼニト・サンクトペテルブルク
  - ロシアサッカー・プレミアリーグ：1 (2018-19)